# Duthie Park

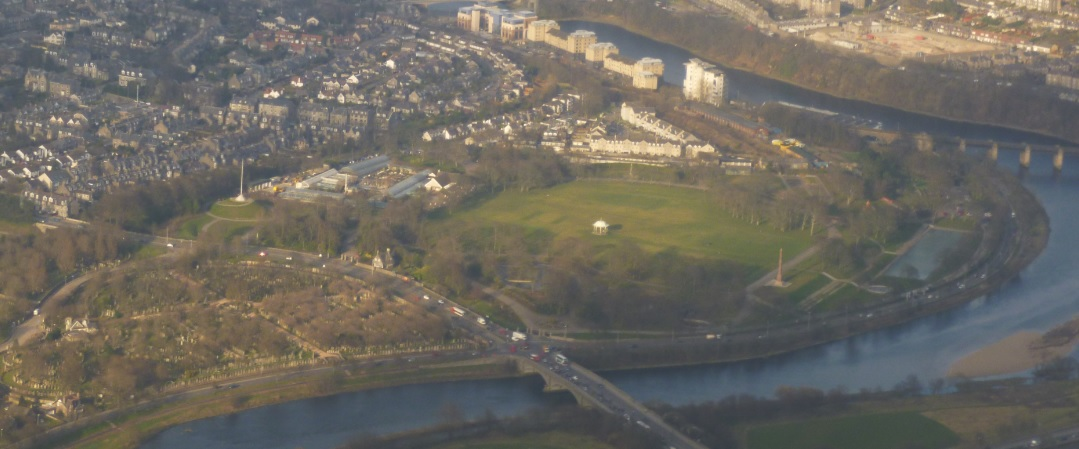
Duthie Park

Der Duthie Park ist ein öffentlicher Park in Aberdeen, Schottland und bekannt für seine tropischen und ariden Wintergärten, in denen sich eine bedeutende Sammlung von Bromelien (Ananasgewächse) und eine der größten Sammlungen von Kakteen Großbritanniens befinden.

## Geschichte
Lady Elizabeth Duthie von Ruthrieston hatte das am Ufer des Flusses Dee gelegene Grundstück 1880 für 30.000 £ erworben und es 1881 der Stadt Aberdeen zur Erinnerung an ihren Onkel Walter und ihren Bruder Alexander Duthie vermacht. Im Jahr 1883 fand die Eröffnung des Parks statt, die Wintergärten wurden 1899 den Besuchern zugänglich gemacht. 1969 wurde der ursprüngliche Wintergarten aus Sicherheitsgründen abgerissen und neu errichtet, nachdem er in einem Sturm beschädigt worden war.
Der Park wurde 2006 in das Inventory of Gardens and Designed Landscapes in Scotland aufgenommen.

## Parkbereiche
Die in etwa 14 Hektar große Anlage umfasst offene Grünflächen, ausgewachsene Laub- und immergrüne Bäume, prachtvolle Blumenbeete, mehrere Zierteiche und große Wintergärten. Daneben befindet sich ein japanischer Garten, der 1987 zum Gedenken an die Toten von Hiroshima und Nagasaki eröffnet und 2013 umgebaut wurde. Seitdem ist es auch wieder möglich, den Bootsteich zu nutzen und Paddelboote zu leihen. Zudem sind die Spielplätze im Duthie Park eine große Attraktion. Der südliche Spielbereich wurde 2013 zum besten Spielplatz in Schottland gewählt.

## Bilder

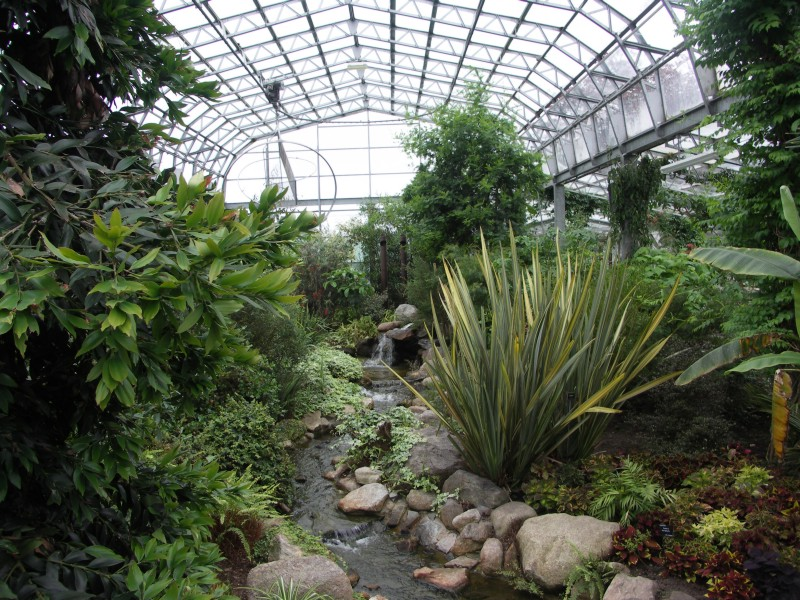
Wintergarten
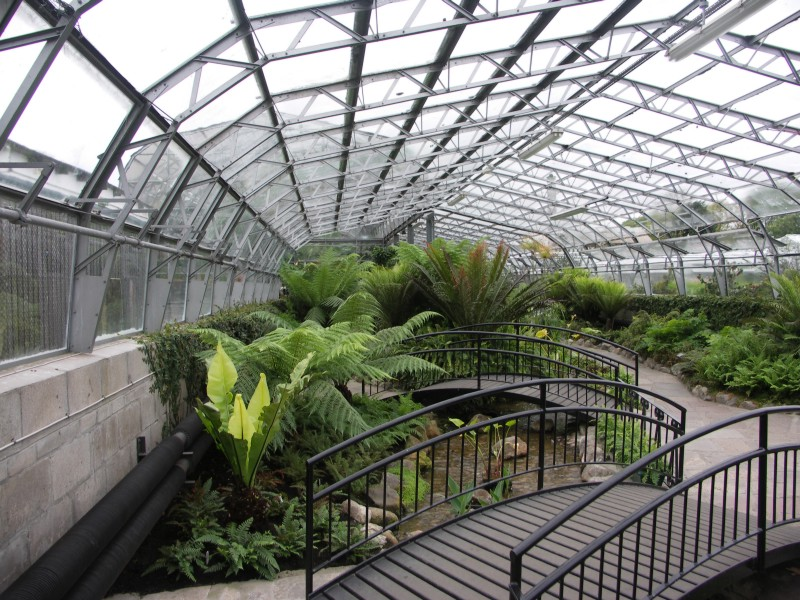
Farne
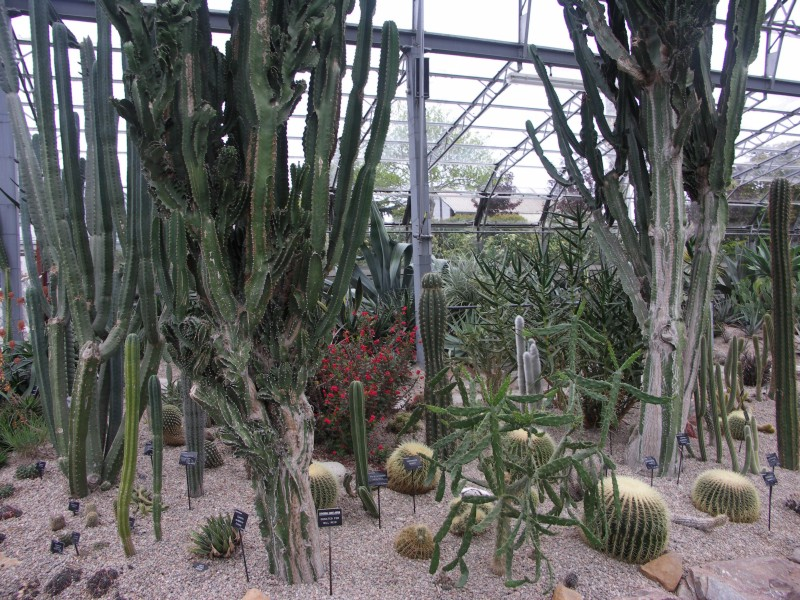
Kakteen
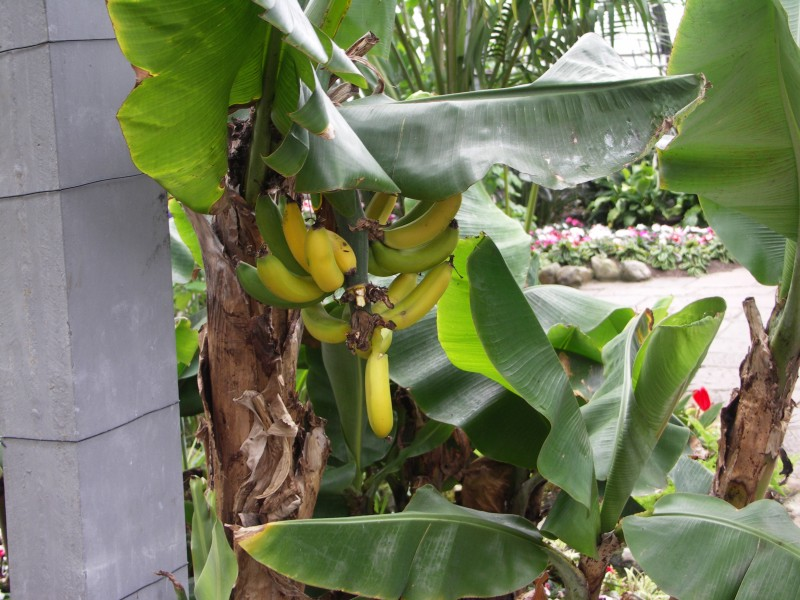
Bananen